# Lancia Thema
El Lancia Thema es un automóvil de turismo del segmento E producido por el fabricante italiano Lancia entre 1985 y 1994.

## Características

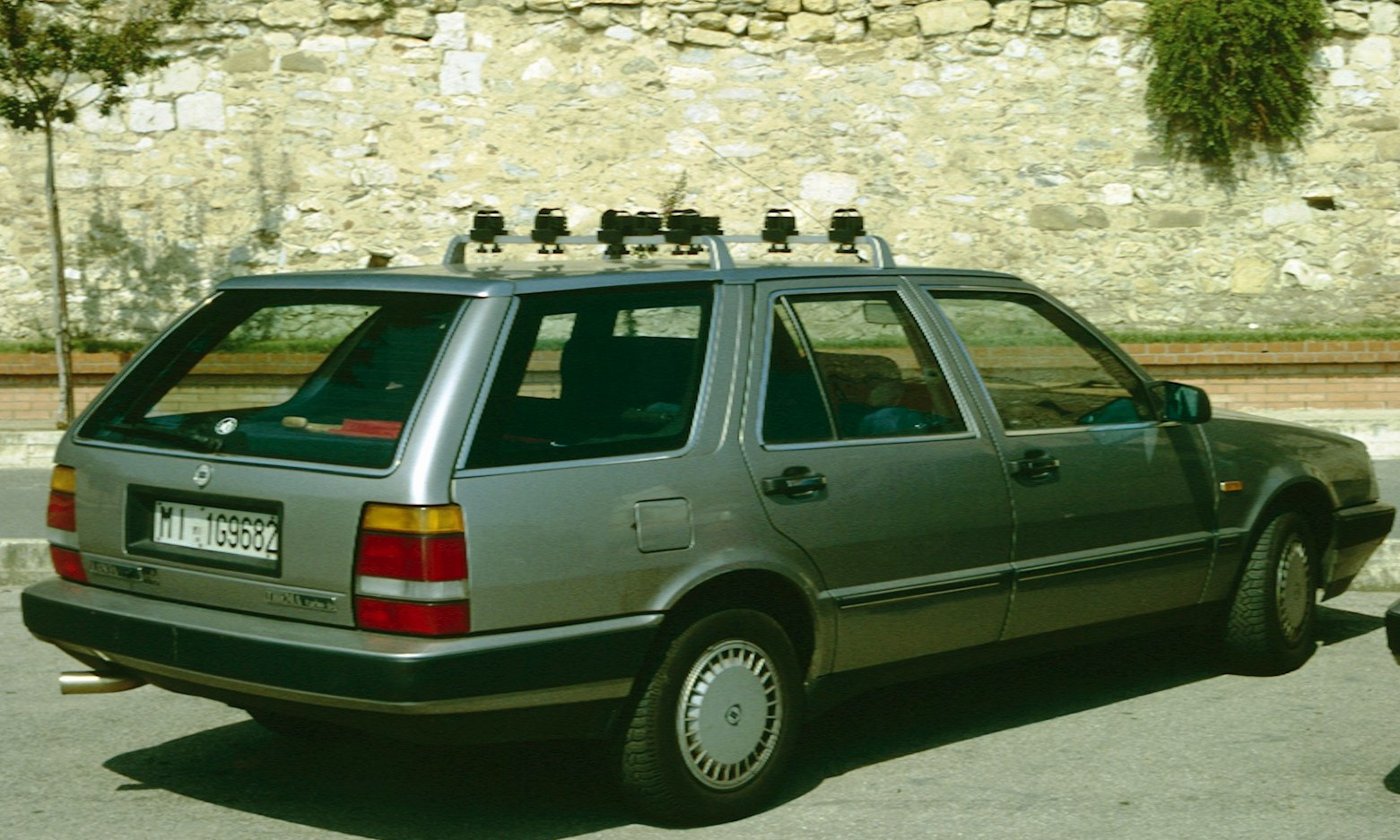
Modelo Thema SW

El Thema fue uno de los automóviles europeos más espaciosos de su tiempo. Compartía chasis con el Alfa Romeo 164, Fiat Croma y Saab 9000 y montaba un motor 2.0 L de cuatro cilindros en modalidades atmosférica y turbo, caracterizado por su refinamiento y buen rendimiento, era de origen Fiat diseñado por Aurelio Lampredi, famoso ingeniero de Ferrari y Alfa Romeo. Las primeras unidades montaron un motor 2.8 L PRV V6 diseñado en cooperación con el grupo PSA (Peugeot-Citroën), Renault y Volvo. Este motor fue reemplazado en 1992 por un 3.0 L V6 Alfa Romeo, conocido como uno de los mejores V6 jamás construidos.
El Thema restableció la fama de la marca como fabricante de coches lujosos de calidad, que los problemas de corrosión del Lancia Beta habían dañado. El Thema resolvió el problema con un chasis de acero galvanizado. La calidad era superior a la del Croma, a la altura del Saab 9000. 
También se comercializó una versión familiar diseñada por Pininfarina. Las versiones LX contaban con un grado de equipamiento igual que el del Thema 8.32. El modelo dejó de fabricarse en 1994, al mismo tiempo que la marca abandonó el mercado inglés debido a sus bajas ventas, siendo sustituido por el Lancia Kappa.

## Thema 8.32
También se comercializó una versión llamada 8.32 (8 cilindros, 32 válvulas), cubicaba 3.0 L, y era de origen Ferrari. El motor era el del Ferrari 308 qv con inyección KE3 Jetronic.
Sus prestaciones hicieron de él la berlina de tracción delantera más potente del momento. El V8 italiano rendía 215 CV (158 kW) y ponía los 1400 kg del Thema a 100 km/h en tan solo 6,8 segundos, con una velocidad máxima de 240 km/h.
Contaba con los mejores materiales del momento, como los asientos y salpicadero de cuero transpirable, cosidos a mano por Poltrona Frau y madera para el cuadro de instrumentos y las puertas. Entre la cantidad de extras destacaban el climatizador bi-zona, la suspensión pilotada y los reposacabezas traseros eléctricos, así como asientos eléctricos y calefactables (delanteros y traseros), y sobre todo, el alerón trasero eléctrico, que desde un botón del habitáculo se extraía de su habitáculo. Sólo se comercializaron 3537 unidades entre 1986 y 1991. Y su fin fue el de homologar el motor para fórmulas inferiores. El coche es tristemente conocido en España por ser el coche con el que Fernando Martín, primer jugador español en llegar a la NBA, sufrió un accidente de tráfico mortal el 3 de diciembre de 1989.

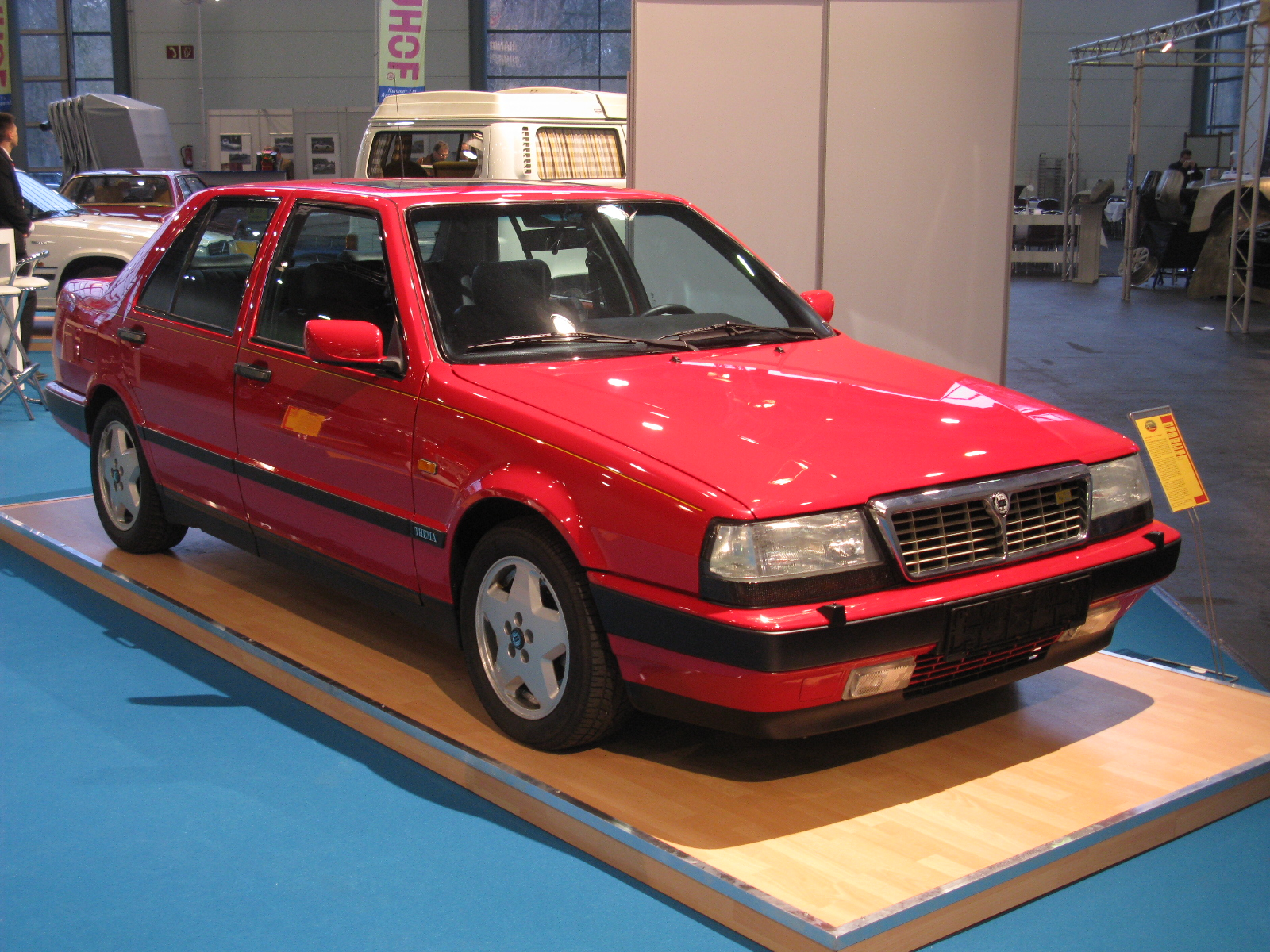
versión 8.32.
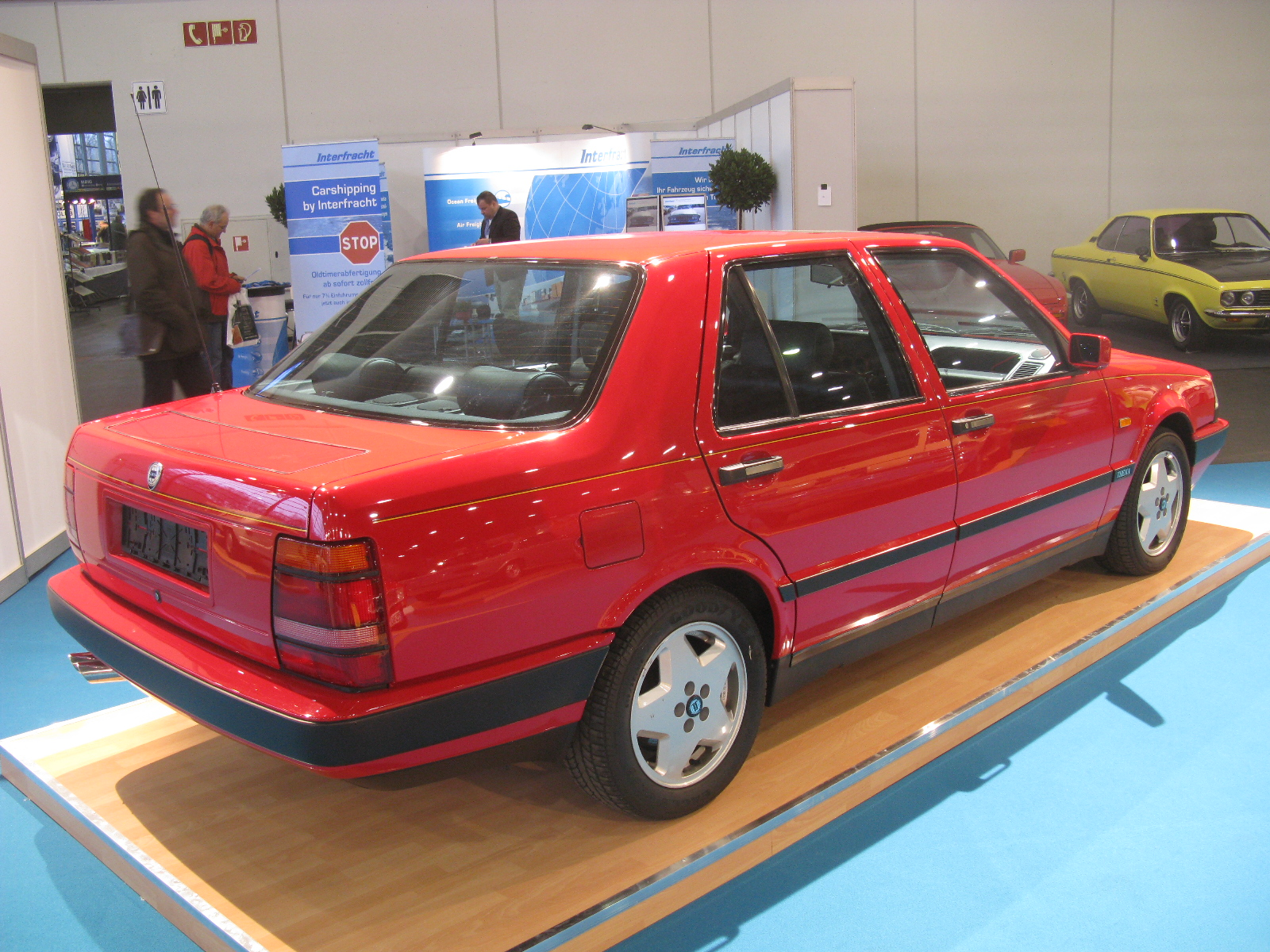
trasera de la versión 8.32.
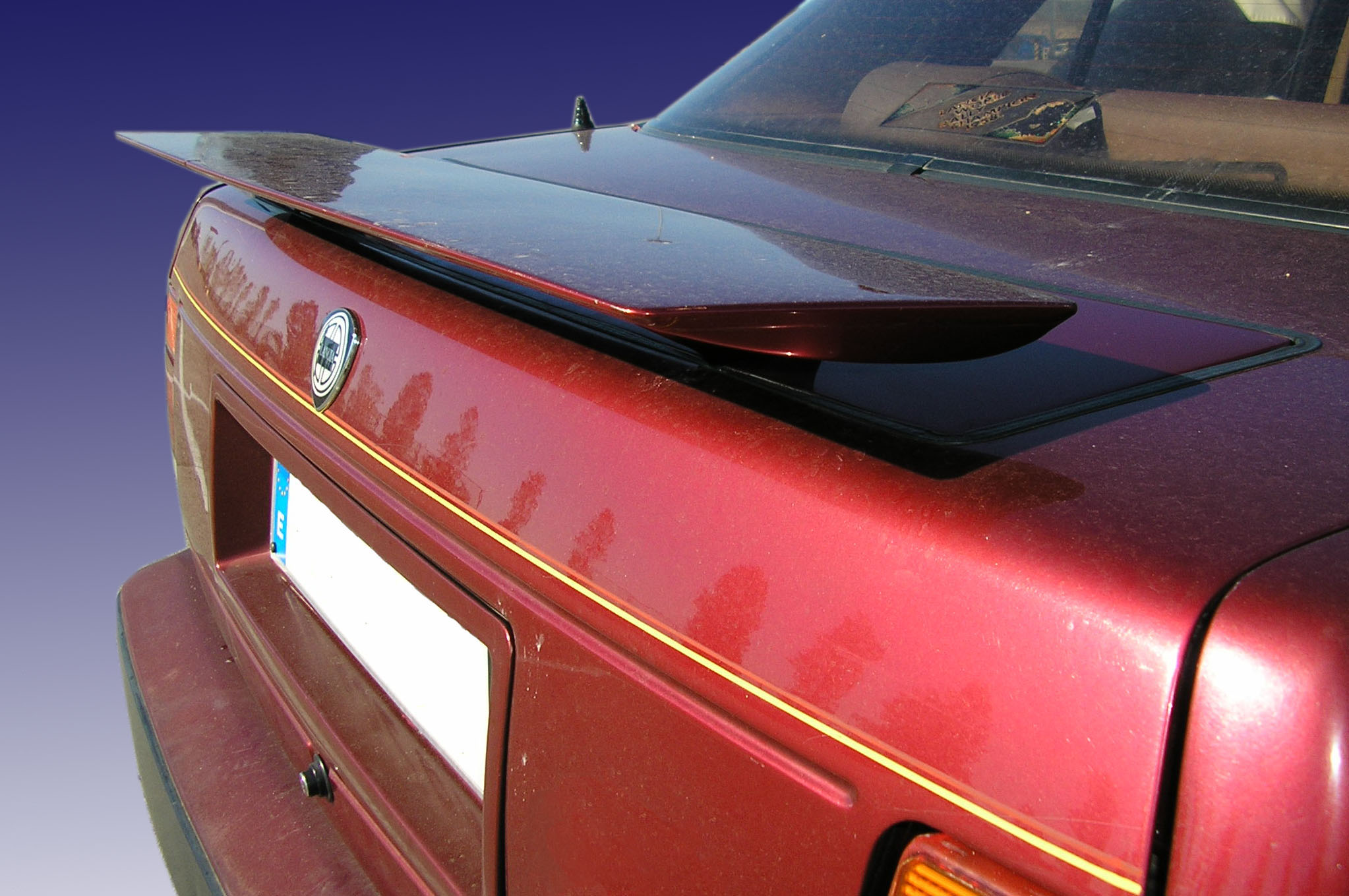
Detalle del alerón automático de la versión 8.32 .
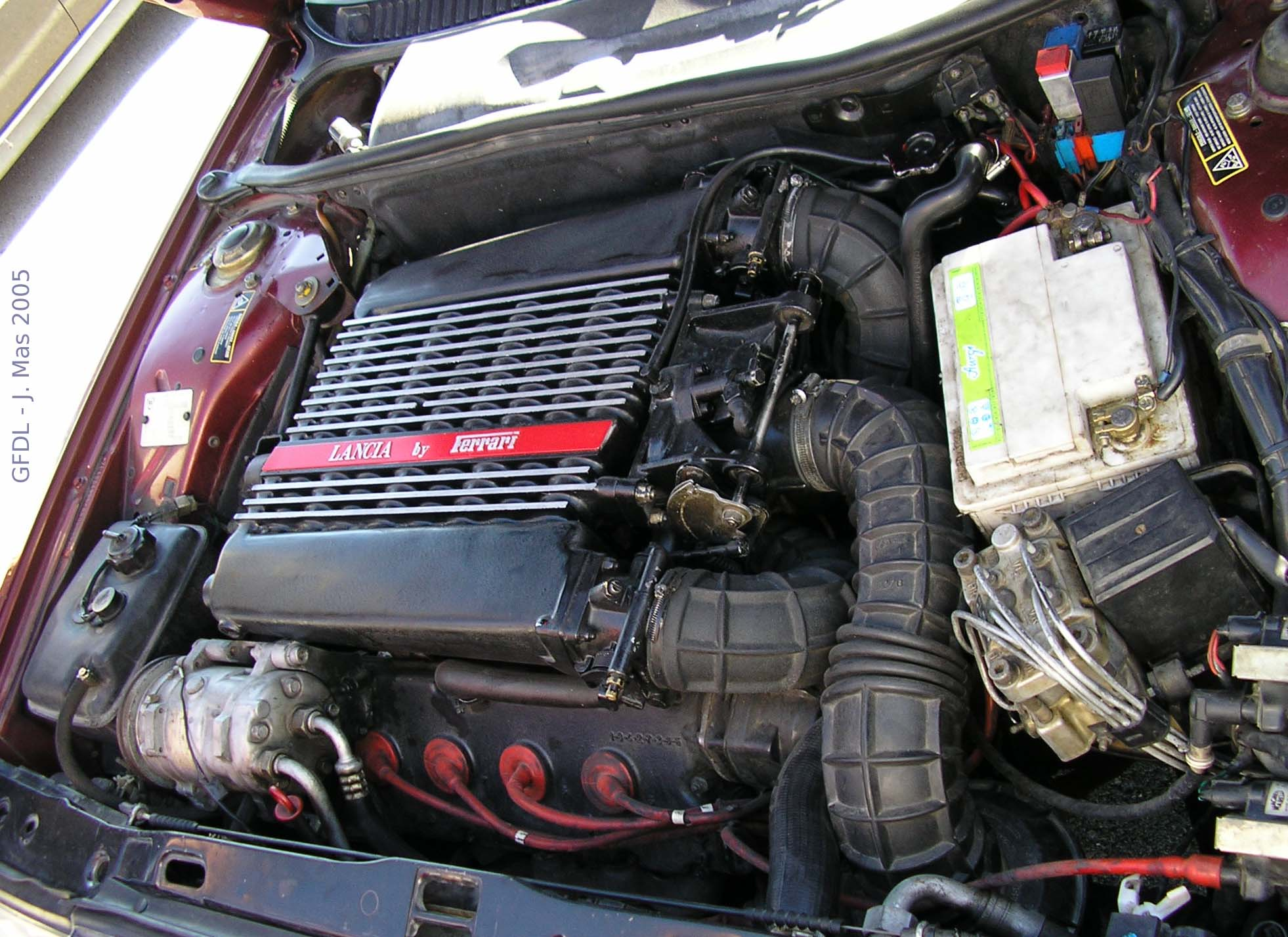
El Motor V8 del Lancia Thema 8.32, desarrollado por Ferrari.